# Matthias Friedwagner
Matthias Friedwagner (* 3. Februar 1861 in Gallspach; † 5. April 1940 ebenda) war ein österreichischer Romanist und Rumänist.

## Leben
Nach dem Besuch der Volksschule in Gallspach (1867–73) besuchte Friedwagner die Realschule in Linz, wo er 1880 maturierte. 1881 legte er in Linz auch die  Gymnasialmatura  ab und studierte anschließend in Wien Germanistik und Romanistik. Dort promovierte er 1889 mit der Arbeit Über die Sprache des altfranzösischen Heldengedichtes Huon de Bordeaux (Paderborn 1891). Von 1888 bis 1900 war er Realschullehrer in Wien. Er habilitierte sich 1898 an der Universität Wien. Von 1900 bis 1911 war er als Nachfolger von Theodor Gartner Ordinarius für romanische Philologie an der Universität Czernowitz (1903 Dekan, 1910 Rektor), dann als Nachfolger von Heinrich Morf von 1911 bis 1928 an der Universität Frankfurt (1916 Dekan). Er habilitierte Helmut Anthony Hatzfeld und Hellmuth Petriconi.
Matthias Friedwagner war mit der aus Wien gebürtigen Hermine Richter (1867–1932) verheiratet. Das Ehepaar ließ sich in einer Privatgruft in einem Waldstück zwischen Gallspach und Grieskirchen bestatten, welche frei zugänglich ist.

## Werke (Auswahl)
- Goethe als Corneille-Übersetzer. Wien 1890
- Raoul de Houdenc. Nach allen bekannten Handschriften herausgegeben von Matthias Friedwagner. 
  - Band 1: Meraugis von Portlesguez. Altfranzösischer Abenteuerroman. Halle a.S. 1897, Nachdruck Genf 1975
  - Band 2: La vengeance de Raguidel. Altfranzösischer Abenteuerroman. Halle a.S. 1909, Nachdruck Genf 1975
- Die Verwandtschafts- und Wertverhältnisse der Meraugis-Handschriften, in: Zeitschrift für romanische Philologie 26, 1902
- Über die Sprache und Heimat der Rumänen in ihrer Frühzeit, in: Zeitschrift für romanische Philologie  54, 1934, S. 641–715
- Rumänische Volkslieder aus der Bukowina, Würzburg 1940